# Фентезійна література
Фентезійна література — література, дія якої відбувається в уявному всесвіті, часто, але не завжди, без місць, подій або людей з реального світу. Магія, надприродні та магічні істоти є поширеними у багатьох із цих уявних світів. Фантастична література може бути спрямована як на дітей, так і на дорослих.
Фентезі вважається піджанром фантастики і відрізняється від жанрів наукової фантастики та жахів відсутністю відповідно наукової чи моторошної теми, хоча ці жанри збігаються. Історично більшість творів фентезі були в письмовій формі, але з 1960-х років зростаючий сегмент жанру фентезі набув форми фільмів, телесеріалів, графічних романів, відеоігор, музики та мистецтва.
Багато фантастичних романів, спочатку написаних для дітей і підлітків, приваблюють і дорослу аудиторію. Приклади включають «Аліса у Дивокраї», серію «Гаррі Поттер», «Хроніки Нарнії» та «Гоббіта».

## Історія

### Витоки
Історії про магію та жахливих монстрів існували в усній формі ще до появи друкованої літератури. Класична міфологія рясніє фантастичними історіями та персонажами, найвідомішими (і, мабуть, найбільш актуальними для сучасного фентезі) є твори Гомера (грецького) та Вергілія (римського).
Великий вплив на жанр фентезі справила філософія Платона. У християнській платонівській традиції реальність інших світів і всеосяжна структура великого метафізичного та морального значення надали змісту фантастичним світам сучасних творів.
З Емпедоклом (приблизно 490—430 рр. до н. е.), елементи, які часто використовуються у фантастичних творах як уособлення сил природи.
Індія має давню традицію фантастичних історій і персонажів, що сягає ведичної міфології. Панчатантра (Байки про Бідпая), яка, на думку деяких вчених, була складена приблизно в ІІІ столітті до нашої ери. Він заснований на давніх усних традиціях, включаючи «байки про тварин, які настільки старі, наскільки ми можемо собі уявити».
Індійська міфотворчість мала вплив у Європі та на Близькому Сході. Для ілюстрації центральних індійських принципів політичної науки він використовував різноманітні байки про тварин і чарівні історії. Розмовляючі тварини, наділені людськими якостями, тепер стали основною частиною сучасного фентезі.
Baital Pachisi (Вікрам і вампі), колекція різноманітних фантастичних історій, розгорнутих у обрамлення, є, згідно з Річардом Френсісом Бертоном та Ізабель Бертон, зародком, кульмінацією якого стали «Арабські ночі» та який також надихнув "Золотого осла Апулея (ІІ століття нашої ери). «Декамерон» Боккаччо (бл. 1353 р.), «Пентамерон» (1634, 1636) і вся така жартівлива вигадана література.
Книга «Тисяча й одна ніч» («Арабські ночі») з Близького Сходу мала вплив на Заході з моменту її перекладу з арабської на французьку в 1704 році Антуаном Галланом. Було написано багато наслідувань, особливо у Франції.
Форнальдарсагас, скандинавська та ісландська саги, обидві з яких засновані на стародавній усній традиції, вплинули на німецьких романтиків, а також на Вільяма Морріса та Джона Р. Р. Толкіна. Англосаксонська епічна поема «Беовульф» також справила глибокий вплив на жанр фентезі. Хоча вона була невідома протягом століть і тому не була розроблена в середньовічних легендах і романах, кілька фантастичних творів переказали цю історію, наприклад «Грендель» Джона Ґарднера.
Джерелом натхнення для багатьох фантастичних творів стали Кельтський фольклор і легенди.
Валлійська традиція була особливо впливовою завдяки її зв'язку з королем Артуром і її збору в одному творі, епосі «Мабіногіон». Одним із вагомих переказів цього був фентезійний твір Еванджелін Волтон. Також були вдосталь використані для фантазії ірландський Ольстерський цикл і Феніанський цикл. Однак найбільший його вплив був непрямим. Кельтський фольклор і міфологія стали основним джерелом для Артурового циклу лицарських романів Справа Британії. Незважаючи на те, що сюжет був значно перероблений авторами, ці романси розвивали дива, поки не стали незалежними від оригінального фольклору та вигадки, що стало важливим етапом у розвитку фентезі.

### З ХІІІ ст.
Роман або лицарський роман — це тип прозової та віршованої оповіді, який був популярний в аристократичних колах високосередньовічної та ранньомодерної Європи. Це були фантастичні історії про сповнені дивовижних пригод, часто про мандрівного лицаря, якого зображували героїчними якостями, який вирушає на пошуки, але саме «наголос на любові та придворних манерах відрізняє його від жеста та інших видів епосу, в якому переважає чоловічий військовий героїзм». Популярна література також спиралася на теми романтики, але з іронічним, сатиричним або бурлескним наміром. Романи переробляли легенди, казки та історію відповідно до смаків читачів і слухачів, але до приблизно 1600 року вони вийшли з моди, і Мігель де Сервантес знаменито описав їх у своєму романі «Дон Кіхот». І все ж на сучасний образ «середньовіччя» більше впливає роман, ніж будь-який інший середньовічний жанр, а слово «середньовіччя» викликає в пам'яті лицарів, засмучених дівчат, драконів та інші романтичні образи.

### Відродження
В епоху Відродження романс продовжував бути популярним. Тенденція була до більш фантастичної фентезі. Англійська «Смерть Артура» сера Томаса Мелорі (бл. 1408—1471) була написана прозою; цей твір домінує в літературі Артура. Артурівські мотиви постійно з'являлися в літературі після його публікації, хоча твори були сумішшю фантастичних і нефантастичних творів. У той час він та іспанський «Амадис Гальський» (1508) (також проза) породили багатьох наслідувачів, і цей жанр був добре сприйнятий народом, створивши такі шедеври поезії Відродження, як «Орландо лютий» Лудовіко Аріосто та «Вільний Герусалим» Торквато Тассо. Розповідь Аріосто, багато чудес і пригод були вихідним текстом для багатьох фантазій про пригоди.
В епоху Відродження Джованні Франческо Страпарола написав і опублікував «Приємні ночі Страпароли» (1550—1555), збірку оповідань, багато з яких є літературними казками. Джамбаттіст Базіль написав і опублікував Пентамерон, збірку літературних казок, першу збірку історії, які будуть містити виключно історії, які пізніше будуть відомі як казки. Обидва ці твори містять найдавнішу записану форму багатьох добре відомих (і більш незрозумілих) європейських казок. Це був початок традиції, яка одночасно вплинула на жанр фентезі та була включена в нього, оскільки багато творів казкового фентезі з'являються донині.
У роботі з алхімії XVI століття Парацельс (1493—1541) ідентифікував чотири типи істот із чотирма елементами алхімії: гноми, земні елементали; ундини, водні елементали; сильфи, повітряні елементалі; і саламандри, елементалі вогню. Більшість цих істот зустрічаються у фольклорі, а також алхімії; їхні імена часто використовуються як синоніми з подібними істотами з фольклору.

### Просвітництво
На початку епохи Просвітництва стали дуже популярними літературні казки, наприклад, написані Шарлем Перро (1628—1703) і Мадам д'Ольнуа (бл. 1650—1705). Багато казок Перро стали основними казками і вплинули на фентезі як таке. Дійсно, коли мадам д'Ольнуа назвала свої твори contes de fée (казки), вона винайшла термін, який зараз зазвичай використовується для цього жанру, таким чином відрізняючи такі казки від тих, які не містять чудес. Це вплинуло на пізніших письменників, які так само сприймали народні казки в епоху романтизму.
Кілька фентезі, орієнтованих на дорослих читачів, також були опубліковані у Франції XVIІІ століття, включно з «contes philosophique» Вольтера «Вавилонська принцеса» (1768) і «Білий бик» (1774).
Ця епоха, однак, була особливо ворожою до фантазії. Письменники нових типів художньої літератури, такі як Дефо, Річардсон і Філдінг, мали реалістичний стиль, і багато ранніх реалістичних творів критично ставилися до фантастичних елементів у художній літературі.
Проте в епоху Єлизаветинської ери в Англії фантастична література стала надзвичайно популярною та підживлювала популістські та антиавторитарні настрої протягом 1590-х років. Теми, про які писали, включали «казкові країни, в яких статі обмінювалися місцями [і] люди та безсмертні змішувалися».

### Романтизм
Романтизм, рух кінця XVIІІ та початку ХІХ століття, був драматичною реакцією на раціоналізм, кидаючи виклик пріоритету розуму та пропагуючи важливість уяви та духовності. Його успіх у реабілітації уяви мав фундаментальне значення для еволюції фентезі, а його інтерес до середньовічних романів надав багато мотивів сучасному фентезі.
Романтики посилалися на середньовічну романтику як на виправдання творів, які вони хотіли створити, на відміну від реалістичного тиску Просвітництва; вони не завжди були фантастичними, іноді просто малоймовірними, але виправдання використовувалося навіть з фантазії. Одним із перших літературних результатів цього захоплення був готичний роман, літературний жанр, який розпочався в Британії з «Замку Отранто» (1764) Гораса Волпола, який є попередником як сучасного фентезі, так і сучасної фантастики жахів. Одним із відомих готичних романів, який також містить велику кількість елементів фентезі (похідних від «Арабських ночей»), є «Ватек» (1786) Вільяма Томаса Бекфорда.
У пізнішій частині романтичної традиції, реагуючи на дух Просвітництва, фольклористи збирали народні казки, епічні поеми, балади і видавали їх у друкованому вигляді. Брати Грімм були натхненні своєю колекцією «Казки братів Грімм» (1812) рухом німецького романтизму. Багато інших колекціонерів були натхненні Гріммами та подібними почуттями. Часто їхні мотиви походили не просто з романтизму, а й з романтичного націоналізму, оскільки багатьох надихало зберегти фольклор власної країни: іноді, як у «Калевалі», вони компілювали існуючий фольклор в епос, щоб відповідати фольклору інших націй; іноді, як в Оссіані (1760), вони вигадали фольклор, який мав там бути. Ці твори, будь то казки, балади чи народний епос, були основним джерелом для пізніших фантастичних творів.
Інтерес романтиків до середньовіччя вилився і в пожвавлення інтересу до літературної казки. Традиція, започаткована Джованні Франческо Страпаролою (бл. 1485?–1558) і Джамбаттістом Базіле (1566—1632) і розвинена Шарлем Перро (1628—1703) і французькими прецієсами, була підхоплена рухом німецького романтизму. Фрідріх де ла Мотт Фуке створив історії середньовіччя, такі як «Ундіна» (1811) та «Сінтрам і його товариші» (1815), які згодом надихали британських письменників, таких як Макдональд і Морріс. Такі казки Е. Т. А. Гофмана, як «Золотий горщик» (1814) і «Лускунчик і мишачий король» (1816) були помітним доповненням до канону німецького фентезі. Збірка Людвіга Тіка «Фантазус» (1812—1817) містила кілька коротких казок, у тому числі «Ельфи».
У Франції головними авторами фентезі епохи романтизму були Шарль Нодьє, «Смарра» (1821) і «Трілбі» (1822) і Теофіл Готьє в таких оповіданнях, як «Омфал» (1834) і «Одна з ночей Клеопатри» (1838) і пізніший роман «Дух» (1866).

### Вікторіанська епоха
Фантастична література була популярна у вікторіанські часи з творами таких письменників та письменниць, як Мері Шеллі (1797—1851), Вільям Морріс і Джордж Макдональд, а також Чарльз Доджсон, автор «Аліси в країні чудес» (1865).
Ганс Крістіан Андерсен (1805—1875) започаткував новий стиль казок, оригінальні казки, розказані серйозно. З цього приводу Джон Раскін написав «Короля Золотої Річки» (1851), казку, яка використовує нові рівні характерів, створюючи в «Південно-Західному вітрі» запального, але доброго персонажа, подібного до пізнішого Гендальфа Толкіна.
Історія сучасної фентезійної літератури починається з Джорджа Макдональда (1824—1905), автора таких романів, як «Принцеса і гоблін» (1868) і «Фантасти» (1868), останній з яких вважається першим фентезійним романом, коли-небудь написаним для дорослих. Макдональд у своїй книзі «Страва з орту» (1893) також написав одне з перших критичних есе про жанр фентезі, «Фантастичне уявлення». Макдональд мав великий вплив як на Дж. Р. Р. Толкіна, так і на К. С. Льюїса.
Іншим великим автором фентезі цієї епохи був Вільям Морріс (1834—1896), соціаліст, шанувальник Середньовіччя, відроджувач британських ремесел і поет, який написав кілька фантастичних романів і романів у другій половині століття, з яких найвідомішим був «Криниця на краю світу» (1896). Його глибоко надихали середньовічні романи та саги; його стиль був нарочито архаїчним, заснованим на середньовічних романах. У багатьох відношеннях Морріс був важливою віхою в історії фентезі, тому що, в той час як інші письменники писали про чужі країни чи світи мрій, твори Морріса були першими, дія яких розгорталася в повністю вигаданому світі: у світі фантазій.
Такі автори, як Едгар Аллан По (1809—1849) та Оскар Вайлд (у «Портреті Доріана Грея», 1890) також розвивали фентезі, розповідаючи казки жахів, окрему галузь фентезі, яка мала великий вплив на Лавкрафт та інші автори темного фентезі. Вайлд також написав велику кількість дитячих фантазій, зібраних у книгах «Щасливий принц та інші історії» (1888) і «Будинок з гранатами» (1891).
Генрі Райдер Хаґґард розвинув умовності піджанру «Загублений світ» у «Копальнях царя Соломона» (1885), який інколи включав фантастичні твори, як-от у власній «Вона». Оскільки Африка все ще була майже невідома європейським письменникам, вона відкривала простір для цього типу фантазій. Інші письменники, включно з Едгаром Райсом Берроузом і Абрахамом Меррітом, спиралися на конвенцію.
Приблизно в цей час було опубліковано кілька класичних дитячих фентезі, таких як «Аліса в країні чудес» Льюїса Керролла (1865), «Пітер Пен» Джеймса Баррі (1906), «Чарівник країни Оз» Френка Баума (1900), а також робота Едіт Несбіт (1858—1924)) і Френка Стоктона (1834—1902)). Дійсно, К. С. Льюїс зауважив, що на початку ХХ століття фентезі було більш прийнятним у дитячій літературі, і тому письменник, який цікавився фентезі, часто писав у ньому, щоб знайти аудиторію, незважаючи на концепції, які могли б скласти твір для дорослих.
У цей час термінологія жанру не була встановлена. Багато фантазій у ту епоху називали казками, зокрема «Щасливий лицемір» Макса Бірбома (1896) і «Фантастики» Макдональда. Лише в 1923 році термін «фантазер» використовувався для опису письменника (у цьому випадку Оскара Вайлда), який писав фентезі. Назва «фентезі» була розроблена лише пізніше; термін «казка» все ще використовувався аж до «Хоббіта» Дж. Р. Р. Толкіна (1937).

### Після 1901 року
Важливим фактором у розвитку жанру фентезі стала поява журналів, присвячених фентезі. Першою такою публікацією був німецький журнал Der Orchideengarten, який виходив з 1919 по 1921 рік. У 1923 році був створений перший англомовний фантастичний журнал Weird Tales. Згодом вийшло багато інших подібних журналів, зокрема, і The Magazine of Fantasy & Science Fiction. Формат pulp-журналу був на піку популярності в той час і зіграв важливу роль у донесенні фентезі-фантастики до широкої аудиторії як у США, так і в Британії. Такі журнали також зіграли велику роль у підйомі наукової фантастики, і саме в цей час два жанри почали асоціюватися один з одним. Кілька найвидатніших авторів цього жанру починали свою кар'єру в цих журналах, зокрема Кларк Ештон Сміт, Фріц Лейбер, Рей Бредбері та Говард Лавкрафт.
Говард Лавкрафт перебував під глибоким впливом Едгара Аллана По і, дещо меншою мірою, лорда Дансейні; завдяки своїм оповіданням про Міфи Ктулху він став одним із найвпливовіших авторів фентезі та жахів у ХХ столітті.
Незважаючи на майбутній вплив Макдональда та популярність Морріса в той час, лише на початку ХХ століття фантастична фантастика почала охоплювати широку аудиторію з такими авторами, як лорд Дансейні (1878—1957), який, наслідуючи приклад Морріса, писав фантастичні романи, але також у формі новел. Він був особливо відомий своїм яскравим і яскравим стилем. Його стиль дуже вплинув на багатьох письменників, не завжди щасливо; Урсула Ле Гуїн у своєму есе про стиль у фентезі «Від Ельфландії до Покіпсі» хиро назвала лорда Дансейні «першою жахливою долею, яка чекає на необережних початківців у фентезі», натякаючи на молодих письменників, які намагалися писати в стилі лорда Дансейні. За словами С. Т. Джоші, «робота Дансейні мала ефект відокремлення фентезі — режиму, за допомогою якого автор створює власну сферу чистої уяви — від надприродного жаху. З фундаменту, який він заснував, виникли пізніші роботи Е. Р. Еддісона, Мервіна Піка та Дж. Р. Р. Толкіна».
Після Першої світової війни у Британії було опубліковано надзвичайно велику кількість фентезійних книжок, призначених для дорослих читачів, у тому числі Живуть наодинці (1919) Стелли Бенсон, Подорож до Арктуру (1920) Девіда Ліндсея, Леді в лисиці (1922) Девіда Гарнетта, Луд-в-тумані (1926) Гоуп Мірліз і Лоллі Віллоуз (1926) Сільвії Таунсенд Ворнер. Ще одним впливовим письменником, який писав у цю епоху був Е. Р. Еддісон. Він черпав натхнення з північних саг, як і Морріс, але його стиль прози був більшою мірою взірець Тюдорів та Єлизаветинської англійської мови, а його історії були наповнені яскравими персонажами у славетних пригодах. Найвідоміший твір Еддісона — «Черв'як Уроборос» (1922), довге героїчне фентезі про уявну версію планети Меркурій.
Літературні критики тієї епохи почали цікавитися «фентезі» як жанром письма, а також стверджувати, що це жанр, який заслуговує серйозної уваги. Герберт Рід присвятив розділ своєї книги «Стиль англійської прози» (1928) обговоренню «фентезі» як аспекту літератури, стверджуючи, що воно несправедливо вважалося придатним лише для дітей: «Західний світ, здається, не усвідомлював необхідності казок. для дорослих».
У 1938 році, опублікувавши «Меч у камені», Т. Х. Вайт представив один із найвидатніших творів комічного фентезі.
Першим значним внеском у цей жанр після Другої світової війни стала книга Мервіна Піка "Тітус Стогін» (1946), яка поклала початок серії «Горменгаст». Дж. Р. Р. Толкін відіграв значну роль у популяризації та доступності жанру фентезі своїми надзвичайно успішними публікаціями «Гоббіта» (1937) та «Володар перснів» (1954–55). На Толкіна значною мірою вплинули давні англосаксонські міфи, зокрема Беовульф, а також романи Вільяма Морріса та роман Е. Р. Еддісона 1922 року «Черв'як Уроборос». Близький друг Толкіна К. С. Льюїс, автор «Хронік Нарнії» (1950–56) і колега-професор англійської мови з подібним колом інтересів, також допоміг популяризувати жанр фентезі. Туве Янссон, авторка «Мумі-тролів», також зробила великий внесок у популярність фантастичної літератури серед дітей і дорослих.

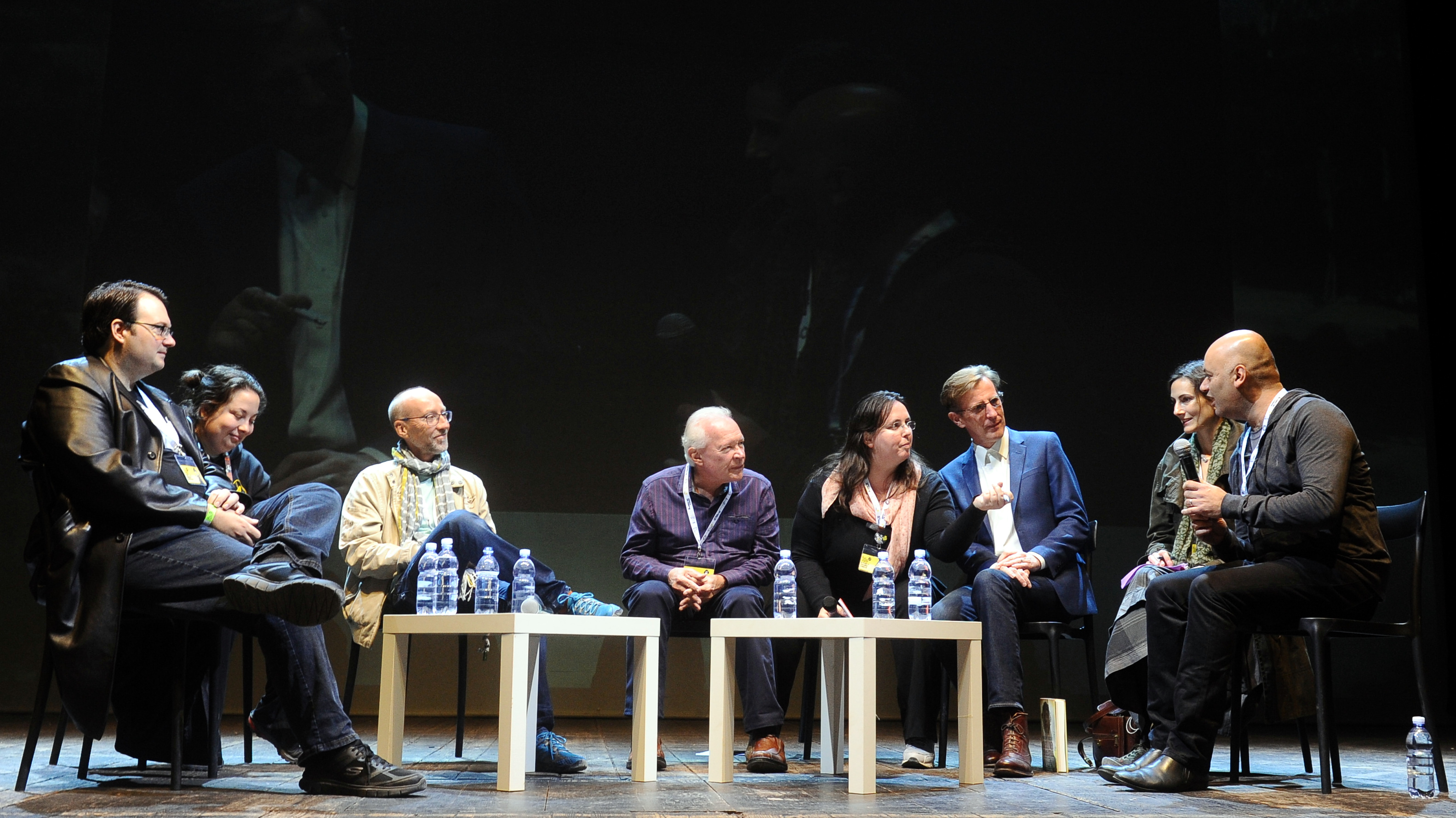
Письменники фентезі Брендон Сандерсон, Стівен Еріксон, Террі Брукс, Філіп Рів і Джошуа Кан на Lucca Comics & Games 2016

Традиція, започаткована цими попередниками кінця ХІХ та початку ХХ століть, продовжує процвітати та адаптуватися новими авторами. Вплив художньої літератури Дж. Р. Р. Толкіна — особливо на жанр високого фентезі — викликав реакцію. Наприкінці ХХ століття були опубліковані твори метафіктивного фентезі, які свідомо посилаються на історію та літературні традиційності жанру, включно з серією «Дискосвіт» Террі Пратчетта (1983—2015) і «Зоряний пил» Ніла Ґеймана (1999).
На межі тисячоліть широкої популярності набули романи Джоан Роулінг про Гаррі Поттера, в яких розповідається про життя юного чарівника.
Це не рідкість, коли фентезійні романи потрапляють у список бестселерів «Нью-Йорк таймс», а деякі з них займають перше місце в цьому списку, включно з останніми, Брендон Сандерсон у 2014 році, Ніл Ґейман у 2013 році, Патрік Ротфусс і Джордж Р. Р. Мартін у 2011 році та Террі Гудкайнд у 2006 році.

## Стиль
Значну роль у фентезійній літературі часто відіграє символізм, переважно через використання архетипних фігур, навіяних попередніми текстами чи фольклором. Дехто стверджує, що фантастична література та її архетипи виконують функцію для окремих людей і суспільства, а повідомлення постійно оновлюються для сучасних суспільств.
Урсула Ле Гуїн у своєму есе «Від Ельфландії до Покіпсі» представила ідею про те, що мова є найважливішим елементом епічного фентезі, оскільки вона створює відчуття місця. Вона проаналізувала неправильне використання формального, «старого» стилю, сказавши, що це небезпечна пастка для письменників-фантастів, тому що це смішно, якщо робити неправильно. Вона застерігає письменників від спроб будувати свій стиль на стилі таких майстрів, як лорд Дансейні та Е. Р. Еддісон наголошуючи, що надто м'яка або спрощена мова створює враження, що фантастична обстановка — це просто замаскований сучасний світ, і представляє приклади чіткого, ефективного фентезі у коротких уривках із Толкіна та Еванджелін Волтон.
Майкл Муркок зауважив, що багато письменників використовують архаїчну мову заради її звучності і для того, щоб надати кольору безжиттєвій історії. Брайан Пітерс пише, що в різних формах казкового фентезі навіть мова лиходія може бути недоречною, якщо вона вульгарна.
На зламі тисячоліть молодіжні міські фантастичні романи про Гаррі Поттера Джоан Роулінг досягли широкої популярності завдяки поєднанню фентезі з реалізмом і дослідженню різноманітних сучасних тем, зокрема дорослішання, упереджень, втрати невинності, війни, що насувається, політична корупція, смерть, депресія, любов, втрата та дискримінація.

## Виноски
1. ↑  John Grant and John Clute, The Encyclopedia of Fantasy, «Taproot texts», p 921 ISBN 0-312-19869-8
2. ↑  Prickett, Stephen (1979). Victorian Fantasy. Indiana University Press. с. 229. ISBN 0-253-17461-9.
3. ↑  John Grant and John Clute, The Encyclopedia of Fantasy, «Elemental» p 313-4, ISBN 0-312-19869-8
4. ↑  Jacobs, 1888, Introduction, page xv; Ryder, 1925, Translator's introduction, quoting Hertel: «the original work was composed in Kashmir, about 200 B.C. At this date, however, many of the individual stories were already ancient.»
5. ↑  Richard Matthews (2002). Fantasy: The Liberation of Imagination, p. 8-10. Routledge. ISBN 0-415-93890-2.
6. ↑  L. Sprague de Camp, Literary Swordsmen and Sorcerers: The Makers of Heroic Fantasy, p 10 ISBN 0-87054-076-9
7. ↑  John Grant and John Clute, The Encyclopedia of Fantasy, «Arabian fantasy», p 52 ISBN 0-312-19869-8
8. ↑  John Grant and John Clute, The Encyclopedia of Fantasy, «Nordic fantasy», p 692 ISBN 0-312-19869-8
9. ↑  John Grant and John Clute, The Encyclopedia of Fantasy, «Beowulf», p 107 ISBN 0-312-19869-8
10. 1 2 3  John Grant and John Clute, The Encyclopedia of Fantasy, «Celtic fantasy», p 275 ISBN 0-312-19869-8
11. ↑  Michael Moorcock, Wizardry & Wild Romance: A Study of Epic Fantasy p 101 ISBN 1-932265-07-4
12. ↑  Colin Manlove, Christian Fantasy: from 1200 to the Present p 12 ISBN 0-268-00790-X
13. ↑  «Chivalric romance», in Chris Baldick, ed., Oxford Dictionary of Literary Terms, 3rd ed. (Oxford University Press, 2008).
14. ↑  C. S. Lewis, The Discarded Image, p. 9 ISBN 0-521-47735-2
15. ↑  John Grant and John Clute, The Encyclopedia of Fantasy, «Arthur» p 60-1, ISBN 0-312-19869-8
16. ↑  John Grant and John Clute, The Encyclopedia of Fantasy, «Ariosto, Lodovico» p 60-1, ISBN 0-312-19869-8
17. ↑  Steven Swann Jones, The Fairy Tale: The Magic Mirror of Imagination, Twayne Publishers, New York, 1995, ISBN 0-8057-0950-9, p38
18. ↑  L. Sprague de Camp, Literary Swordsmen and Sorcerers: The Makers of Heroic Fantasy, p 11 ISBN 0-87054-076-9
19. ↑  Carole B. Silver, Strange and Secret Peoples: Fairies and Victorian Consciousness, p 38 ISBN 0-19-512199-6
20. ↑  C.S. Lewis, The Discarded Image, p135 ISBN 0-521-47735-2
21. ↑  Jack Zipes, The Great Fairy Tale Tradition: From Straparola and Basile to the Brothers Grimm, p 858, ISBN 0-393-97636-X
22. 1 2  L. Sprague de Camp, Literary Swordsmen and Sorcerers: The Makers of Heroic Fantasy, p 9-11 ISBN 0-87054-076-9
23. ↑  Brian Stableford, The A to Z of Fantasy Literature, p xx, Scarecrow Press, Plymouth. 2005. ISBN 0-8108-6829-6
24. ↑  Lin Carter, ed. Realms of Wizardry p xiii–xiv Doubleday and Company Garden City, NY, 1976
25. 1 2  Schama, Simon (2003). A History of Britain 1: 3000 BC-AD 1603 At the Edge of the World? (вид. Paperback 2003). London: BBC Worldwide. с. 328. ISBN 978-0-563-48714-2.
26. ↑  John Grant and John Clute, The Encyclopedia of Fantasy, «Romanticism», p 821 ISBN 0-312-19869-8
27. ↑  John Grant and John Clute, The Encyclopedia of Fantasy, «Romance», p 821 ISBN 0-312-19869-8
28. ↑  Brian Stableford, The A to Z of Fantasy Literature, p 40, Scarecrow Press, Plymouth. 2005. ISBN 0-8108-6829-6
29. 1 2  Michael Moorcock, Wizardry & Wild Romance: A Study of Epic Fantasy p 35 ISBN 1-932265-07-4
30. ↑  
Brian Stableford, «Undine», (pp. 1992—1994). in Frank N. Magill, ed. Survey of Modern Fantasy Literature, Vol 4. Englewood Cliffs, NJ: Salem Press, Inc., 1983. ISBN 0-89356-450-8
31. ↑  Veronica Ortenberg, In Search of the Holy Grail: The Quest for the Middle Ages,
(38–9) Continuum International Publishing Group, 2006, ISBN 1-85285-383-2.
32. ↑  Penrith Goff, «E.T.A. Hoffmann», (pp.111–120) in E. F. Bleiler, Supernatural Fiction Writers: Fantasy and Horror. New York: Scribner's, 1985. ISBN 0-684-17808-7
33. ↑  D. P Haase, «Ludwig Tieck» (pp.83–90), in
E. F. Bleiler, Supernatural Fiction Writers: Fantasy and Horror. New York: Scribner's, 1985. ISBN 0-684-17808-7
34. ↑  Franz Rottensteiner, The Fantasy Book: an illustrated history from Dracula to Tolkien (p. 137)
Collier Books, 1978. ISBN 0-02-053560-0
35. ↑  A. Richard Oliver,
Charles Nodier: Pilot of Romanticism. (p. 134-37) Syracuse University Press, 1964.
36. ↑  Brian Stableford, The A to Z of Fantasy Literature (p. 159), Scarecrow Press, Plymouth. 2005. ISBN 0-8108-6829-6
37. ↑  Brian Stableford, «Théophile Gautier», (pp. 45–50) in E. F. Bleiler, Supernatural Fiction Writers: Fantasy and Horror. New York: Scribner's, 1985. ISBN 0-684-17808-7
38. 1 2  Stephen Prickett, Victorian Fantasy p 66-67 ISBN 0-253-17461-9
39. ↑  George MacDonald, «The Fantastic Imagination». Reprinted in Boyer, Robert H. and Zahorski, Kenneth J. Fantasists on Fantasy. New York: Avon Discus, 1984. pp. 11–22, ISBN 0-380-86553-X
40. 1 2  Scholes, Robert (1987). Boiling Roses. У Slusser, George E.; Rabkin, Eric S. (ред.). Intersections: Fantasy and Science Fiction. Carbondale: Southern Illinois University Press. с. 3–18. ISBN 080931374X.
41. ↑  Gary K. Wolfe, «George MacDonald», pp.239-246 in Bleiler, E. F., ed. Supernatural Fiction Writers. New York: Scribner's, 1985. ISBN 0-684-17808-7
42. 1 2 3  Lin Carter, ed. Realms of Wizardry p 2 Doubleday and Company Garden City, NY, 1976
43. 1 2  Lin Carter, ed. Kingdoms of Sorcery, p 39 Doubleday and Company Garden City, NY, 1976
44. ↑  Stephen Prickett, Victorian Fantasy p 98-9 ISBN 0-253-17461-9
45. ↑  M. J. Elkins, «Oscar Wilde» in E. F. Bleiler, ed. Supernatural Fiction Writers. New York: Scribner's, 1985. (pp.345–350). ISBN 0-684-17808-7
46. 1 2  Lin Carter, ed. Realms of Wizardry p 64 Doubleday and Company Garden City, NY, 1976
47. ↑  Brian Stableford, The A to Z of Fantasy Literature, p 70-3, Scarecrow Press, Plymouth. 2005. ISBN 0-8108-6829-6
48. ↑  C. S. Lewis, «On Juvenile Tastes», p 41, Of Other Worlds: Essays and Stories, ISBN 0-15-667897-7
49. ↑  W.R. Irwin, The Game of the Impossible, p 92-3, University of Illinois Press, Urbana Chicago London, 1976
50. ↑  The term was referenced in a supplement to the Oxford English Dictionary. See Michael W. McClintock, «High Tech and High Sorcery: Some Discriminations Between Science Fiction and Fantasy», in George E. Slusser, and Eric S. Rabkin, ed., Intersections: Fantasy and Science Fiction. Carbondale: Southern Illinois University Press, 1987.ISBN 080931374X (pp.26–35.).
51. ↑  «Unknown». in: M.B. Tymn and Mike Ashley, Science Fiction, Fantasy, and Weird Fiction Magazines. Westport: Greenwood, 1985. pp.694–698. ISBN 0-313-21221-X
52. ↑  Thomas D. Clareson, «Magazine of Fantasy and Science Fiction» in M.B. Tymn and Mike Ashley, Science Fiction, Fantasy, and Weird Fiction Magazines. Westport: Greenwood, 1985. (pp.377–391). ISBN 0-313-21221-X
53. ↑  L. Sprague de Camp, Literary Swordsmen and Sorcerers: The Makers of Heroic Fantasy, p 79 ISBN 0-87054-076-9
54. ↑  Ursula K. Le Guin, «From Elfland to Poughkeepsie», p 78-9 The Language of the Night ISBN 0-425-05205-2
55. ↑  Olson, Danel (29 грудня 2010). 21st-Century Gothic: Great Gothic Novels Since 2000. Scarecrow Press. ISBN 9780810877290. Архів оригіналу за 12 липня 2023. Процитовано 15 березня 2023.
56. 1 2 3 4  Brian Stableford, « Re-Enchantment in the Aftermath of War», in Stableford,  Gothic Grotesques: Essays on Fantastic Literature. Wildside Press, 2009, ISBN 978-1-4344-0339-1
57. ↑  «David Lindsay» by Gary K. Wolfe, (pp.541–548) in E. F. Bleiler, ed. Supernatural Fiction Writers. New York: Scribner's, 1985. ISBN 0-684-17808-7
58. ↑  E.L. Chapman, «Lud-in-the-Mist», in Frank N. Magill, ed. Survey of Modern Fantasy Literature, Vol. 2. Englewood Cliffs, NJ: Salem Press, Inc., 1983. ISBN 0-89356-450-8. pp. 926—931.
59. ↑  Michael Moorcock, Wizardry & Wild Romance: A Study of Epic Fantasy p 47 ISBN 1-932265-07-4
60. ↑  Lin Carter, ed. Kingdoms of Sorcery, p 121-2 Doubleday and Company Garden City, NY, 1976
61. ↑  Sirangelo Maggio, Sandra; Fritsch, Valter Henrique (2011). There and Back Again: Tolkien's The Lord of the Rings in the Modern Fiction. Recorte: Revista Eletrônica. 8 (2). Архів оригіналу за 4 березня 2016. Процитовано 7 липня 2012.
62. ↑  Tove Jansson: Love, war and the Moomins | BBC News. Архів оригіналу за 13 квітня 2017. Процитовано 28 квітня 2020.
63. ↑  Fornet-Ponse, Thomas. Tolkien's Influence on Fantasy: Interdisziplinäres Seminar Der DTG 27. Bis 29. April 2012, Jena = Tolkiens Einfluss Auf Die Moderne Fantasy. Vol. 9. Düsseldorf: Scriptorium Oxoniae., n.d. Print.
64. ↑  Best-Seller Lists: Hardcover Fiction. The New York Times. 7 липня 2013. Архів оригіналу за 12 липня 2013. Процитовано 15 серпня 2013.
65. ↑  ' 'The New York Times ' ' Best Seller list: March 20, 2011 (PDF). Hawes.com. Архів (PDF) оригіналу за 5 жовтня 2011. Процитовано 16 листопада 2011.
66. ↑  New York Times bestseller list. The New York Times. Архів оригіналу за 4 березня 2016. Процитовано 24 липня 2011.
67. ↑  Hawes' archive of New York Times bestsellers — Week of January 23, 2005 (PDF). Архів (PDF) оригіналу за 3 квітня 2018. Процитовано 6 квітня 2011.
68. ↑  Indick, William. Ancient Symbology in Fantasy Literature: A Psychological Study. Jefferson: McFarland &, 2012. Print. Архів оригіналу за 29 червня 2013. Процитовано 4 квітня 2013. [Архівовано 2013-06-29 у Archive.is]
69. ↑  Ursula K. Le Guin, «From Elfland to Poughkeepsie», p 74-5 The Language of the Night ISBN 0-425-05205-2
70. ↑  Ursula K. Le Guin, «From Elfland to Poughkeepsie», p 78-80 The Language of the Night ISBN 0-425-05205-2
71. ↑  Alec Austin, «Quality in Epic Fantasy» [Архівовано 2014-08-08 у Wayback Machine.]. The generic features of historical fantasy literature, as a mode of inverting the real (including nineteenth-century ghost stories, children's stories, city comedies, classical dreams, stories of highway women, and Edens) are discussed in Writing and Fantasy, ed. Ceri Sullivan and Barbara White (London: Longman, 1999)

### Цитовані
- Jacobs, Joseph (1888), The earliest English version of the Fables of Bidpai, London
- Ryder, Arthur W. (transl) (1925), The Panchatantra, University of Chicago Press, ISBN 81-7224-080-5